# Рибейру, Мануэл
Мануэл Антониу Рибейру (порт. Manuel António Ribeiro; 13 декабря 1878 — 27 ноября 1941) — португальский писатель
, поэт и общественно-политический деятель времён Первой португальской республики. Известен как активный сторонник синдикализма в начале XX века, как основатель первой большевистской организации в Португалии (Португальская максималистская федерация) и как один из первых организаторов Португальской коммунистической партии, а затем — как католический романист.

## Биография
Родился в семье сапожника в Алберноа (Бежа). С раннего возраста активно участвовал в политике, заявляя в местных газетах о своей поддержке борьбы за республиканскую форму правления. Закончив среднюю школу, поступил учиться на медика в Лиссабон, где познакомился с анархистскими и синдикалистскими идеями. Вынужденный бросить учёбу из-за материальной нужды, начал работать в Editora Guimarães, где познакомился с Делфином Гимарайншем .
При Первой республике был известен как один из ведущих революционных синдикалистов страны, в дебатах с Эмилио Коштой отстаивавшим точку зрения независимости синдикализма от анархизма. Под влиянием Октябрьской революции Мануэл Рибейру сблизился с большевистскими идеями и организовал Португальскую максималистскую федерацию — первую в стране организацию, провозгласившую целью последовать советской примеру. Когда в 1920 года он был репрессирован за руководство максималистской газетой Bandeira Vermelha, за его освобождение выступили такие видные интеллектуалы, как Раул Брандан и Фернандо Пессоа.
Вскоре после освобождения он стал приближаться к католическим идеалам и всё больше отходить от революционных идей. В 1926 году, проявив глубокий интерес к духовному искусству и литургии, он официально обратился в католицизм.
Однако полностью от своего социалистического прошлого он не отошёл: находясь в христианско-демократических кругах, поддерживавших католическое социальное учение, изложенное в энциклике Папы Льва XIII «Rerum Novarum», он оставался сторонником рабочего движения и противником фашизма. В 1932 году он начал издавать религиозно-политический еженедельник Era Nova, открыто выступавший против идеологии Салазара — вскоре издание было объявлено властями радикальной пропагандой и закрыто.
Его литературные произведения, особенно его «социальная трилогия», состоящая из книг «Собор» (A Catedral, 1920), «Пустыня» (O Deserto, 1922) и «Воскресение» (A Ressureição, 1923), сделали Мануэла Рибейру одним из самых читаемых писателей Португалии в 1920-е годы, однако в последующие десятилетия авторитарно-консервативного режима «Нового государства» они были намеренно забыты.